# Општина Чалко (Мексико)
Чалко (шп. Chalco) општина је у Мексику у савезној држави Мексико. Општина се налази на надморској висини од 2240 м.

## Становништво
Према подацима из 2010. у општини је живело 310130 становника.

### Хронологија
| Година       | 2000                     | 2005                     | 2010                     |
| ------------ | ------------------------ | ------------------------ | ------------------------ |
| Становништво | 217972 (107500 / 110472) | 257403 (125586 / 131817) | 310130 (151403 / 158727) |

### Попис
| \| \| м \| \| \| ж \| \| 0—2 \| 9.113 \| \| \| 8.839 \| \| 3—5 \| 9.875 \| \| \| 9.758 \| \| 6—11 \| 19.649 \| \| \| 19.149 \| \| 12—14 \| 9.377 \| \| \| 10.341 \| \| 15—17 \| 9.875 \| \| \| 10.915 \| \| 18—24 \| 19.991 \| \| \| 20.490 \| \| 60+ \| 7.777 \| \| \| 8.698 \| \| Просек : \| 27,4 \| \| \| 27,9 \| |        |  |  |        |
| |        |  |  |        |
| | м      |  |  | ж      |
| 0—2 | 9.113  |  |  | 8.839  |
| 3—5 | 9.875  |  |  | 9.758  |
| 6—11 | 19.649 |  |  | 19.149 |
| 12—14 | 9.377  |  |  | 10.341 |
| 15—17 | 9.875  |  |  | 10.915 |
| 18—24 | 19.991 |  |  | 20.490 |
| 60+ | 7.777  |  |  | 8.698  |
| Просек : | 27,4   |  |  | 27,9   |

| #   | Индикатор                                                                                        | Вредност |
| --- | ------------------------------------------------------------------------------------------------ | -------- |
| 1   | Становништво од 0 до 2 године                                                                    | 17952    |
| 2   | Мушко становништво од 0 до 2 године                                                              | 9113     |
| 3   | Женско становништво од 0 до 2 године                                                             | 8839     |
| 4   | Становништво са 3 и више година                                                                  | 289285   |
| 5   | Мушко становништво са 3 и више година                                                            | 140838   |
| 6   | Женско становништво са 3 и више година                                                           | 148447   |
| 7   | Становништво са 5 и више година                                                                  | 276065   |
| 8   | Мушко становништво са 5 и више година                                                            | 134175   |
| 9   | Женско становништво са 5 и више година                                                           | 141890   |
| 10  | Становништво са 12 и више година                                                                 | 230854   |
| 11  | Мушко становништво са 12 и више година                                                           | 111314   |
| 12  | Женско становништво са 12 и више година                                                          | 119540   |
| 13  | Становништво са 15 и више година                                                                 | 211136   |
| 14  | Мушко становништво са 15 и више година                                                           | 101937   |
| 15  | Женско становништво са 15 и више година                                                          | 109199   |
| 16  | Становништво са 18 и више година                                                                 | 190346   |
| 17  | Мушко становништво са 18 и више година                                                           | 92062    |
| 18  | Женско становништво са 18 и више година                                                          | 98284    |
| 19  | Становништво од 3 до 5 година                                                                    | 19633    |
| 20  | Мушко становништво од 3 до 5 година                                                              | 9875     |
| 21  | Женско становништво од 3 до 5 година                                                             | 9758     |
| 22  | Становништво од 6 до 11 година                                                                   | 38798    |
| 23  | Мушко становништво од 6 до 11 година                                                             | 19649    |
| 24  | Женско становништво од 6 до 11 година                                                            | 19149    |
| 25  | Становништво од 8 до 14 година                                                                   | 45503    |
| 26  | Мушко становништво од 8 до 14 година                                                             | 22448    |
| 27  | Женско становништво од 8 до 14 година                                                            | 23055    |
| 28  | Становништво од 12 до 14 година                                                                  | 19718    |
| 29  | Мушко становништво од 12 до 14 година                                                            | 9377     |
| 30  | Женско становништво од 12 до 14 година                                                           | 10341    |
| 31  | Становништво од 15 до 17 година                                                                  | 20790    |
| 32  | Мушко становништво од 15 до 17 година                                                            | 9875     |
| 33  | Женско становништво од 15 до 17 година                                                           | 10915    |
| 34  | Становништво од 18 до 24 године                                                                  | 40481    |
| 35  | Мушко становништво од 18 до 24 године                                                            | 19991    |
| 36  | Женско становништво од 18 до 24 године                                                           | 20490    |
| 37  | Женско становништво од 15 до 49 година                                                           | 89774    |
| 38  | Становништво са 60 и више година                                                                 | 16475    |
| 39  | Мушко становништво са 60 и више година                                                           | 7777     |
| 40  | Женско становништво са 60 и више година                                                          | 8698     |
| 41  | Однос између мушкараца и жена                                                                    | 95.39    |
| 42  | Становништво од нуле до 14 година                                                                | 96101    |
| 43  | Становништво од 15 до 64 године                                                                  | 200526   |
| 44  | Становништво од 65 година и више                                                                 | 10610    |
| 45  | Просечан број деце                                                                               | 2.22     |
| 46  | Становништво рођено у ентитету                                                                   | 171331   |
| 47  | Мушко становништво рођено у ентитету                                                             | 85485    |
| 48  | Женско становништво рођено у ентитету                                                            | 85846    |
| 49  | Становништво рођено у другом ентитету                                                            | 133759   |
| 50  | Мушко становништво рођено у другом ентитету                                                      | 63990    |
| 51  | Женско становништво рођено у другом ентитету                                                     | 69769    |
| 52  | Становништво од 5 година и више резидентно у ентитету у јуну 2005. године                        | 246874   |
| 53  | Мушко становништво старосног доба од 5 година и више, резидентно у ентитету у јуну 2005. године  | 120953   |
| 54  | Женско становништво старосног доба од 5 и више година, резидентно у ентитету у јуну 2005. године | 125921   |
| 55  | Становништво од 5 година и више које је живело у другом ентитету у јуну 2005. године             | 25941    |
| 56  | Мушко становништво старије од 5 година које је живело у другом ентитету у јуну 2005. године      | 12089    |
| 57  | Женско становништво старије од 5 година које је живело у другом ентитету у јуну 2005. године     | 13852    |
| 58  | Становништво од 3 године и више које говори аутохтони језик                                      | 6009     |
| 59  | Мушко становништво старо 3 године и више које говори аутохтони језик                             | 2696     |
| 60  | Женско становништво старо 3 године и више које говори аутохтони језик                            | 3313     |
| 61  | Становништво од 3 године и више које говори аутохтони језик и не говори шпански језик            | 25       |
| 62  | Мушко становништво старо 3 године и више које говори аутохтони језик и не говори шпански         | 5        |
| 63  | Женско становништво старо 3 године и више које говори аутохтони језик и не говори шпански језик  | 20       |
| 64  | Становништво старо 3 године и више које говори аутохтони језик и шпански                         | 5555     |
| 65  | Мушко становништво старо 3 године и више које говори аутохтони језик и шпански                   | 2487     |
| 66  | Женско становништво старо 3 године и више које говори аутохтони језик и шпански                  | 3068     |
| 67  | Становништво од 5 година и више које говори аутохтони језик                                      | 5987     |
| 68  | Становништво од 5 година и више које говори аутохтони језик и не говори шпански језик            | 25       |
| 69  | Становништво од 5 година и више које говори аутохтони језик и говори шпански језик               | 5542     |
| 70  | Становништво у домородачким домаћинствима                                                        | 15181    |
| 71  | Становништво са ограничењима у активностима                                                      | 10776    |
| 72  | Становништво са ограниченим ходањем или кретањем, горе или доле                                  | 5160     |
| 73  | Становници са ограничењима вида, чак и уз кориштење сочива                                       | 3604     |
| 74  | Становништво са ограничењима говора, комуникације или конверзације                               | 992      |
| 75  | Становништво са ограниченим слухом                                                               | 1004     |
| 76  | Становништво са ограничењима при одевању, купању или јелу                                        | 411      |
| 77  | Становништво са ограничењима у опажању или учењу једноставних ствари                             | 516      |
| 78  | Становништво са менталним ограничењима                                                           | 976      |
| 79  | Становништво без ограничења активности                                                           | 292596   |
| 80  | Становништво од 3 до 5 година које не похађа школу                                               | 9912     |
| 81  | Мушко становништво од 3 до 5 година које не похађа школу                                         | 5014     |
| 82  | Женско становништво од 3 до 5 година које не похађа школу                                        | 4898     |
| 83  | Становништво од 6 до 11 година које не похађа школу                                              | 1049     |
| 84  | Мушко становништво од 6 до 11 година које не похађа школу                                        | 562      |
| 85  | Женско становништво од 6 до 11 година које не похађа школу                                       | 487      |
| 86  | Становништво од 12 до 14 година које не похађа школу                                             | 1156     |
| 87  | Мушко становништво од 12 до 14 година које не похађа школу                                       | 623      |
| 88  | Женско становништво од 12 до 14 година које не похађа школу                                      | 533      |
| 89  | Становништво од 15 до 17 година похађа школу                                                     | 13937    |
| 90  | Мушко становништво од 15 до 17 година похађа школу                                               | 6586     |
| 91  | Женско становништво између 15 и 17 година живота у школи                                         | 7351     |
| 92  | Становништво од 18 до 24 године похађа школу                                                     | 9287     |
| 93  | Мушко становништво од 18 до 24 године похађа школу                                               | 4475     |
| 94  | Женско становништво од 18 до 24 године похађа школу                                              | 4812     |
| 95  | Становништво од 8 до 14 година које не може да чита и пише                                       | 892      |
| 96  | Мушко становништво старосног доба од 8 до 14 година које не може да чита и пише                  | 481      |
| 97  | Женско становништво старосног доби од 8 до 14 година које не може да чита и пише                 | 411      |
| 98  | Становништво од 15 година и више које је неписмено                                               | 8891     |
| 99  | Мушко становништво од 15 година и више које је неписмено                                         | 3071     |
| 100 | Женско становништво од 15 година и више које је неписмено                                        | 5820     |
| 101 | Становништво старо 15 и више година без школовања                                                | 10497    |
| 102 | Мушко становништво старо 15 и више година без школовања                                          | 4087     |
| 103 | Женско становништво старо 15 и више година без школовања                                         | 6410     |
| 104 | Становништво старосног доба 15 и више година са непотпуним основним образовањем                  | 19948    |
| 105 | Мушко становништво старосног доба од 15 година и више са непотпуном основним образовањем         | 8706     |
| 106 | Женско становништво старосног доба 15 и више година са непотпуном основним образовањем           | 11242    |
| 107 | Становништво старо 15 и више година са комплетним основним образовањем                           | 35702    |
| 108 | Мушко становништво старо 15 година и више са комплетним основним образовањем                     | 16488    |
| 109 | Женско становништво старо 15 и више година са комплетним основним образовањем                    | 19214    |
| 110 | Становништво старосног доба 15 и више година са непотпуним средњим образовањем                   | 12016    |
| 111 | Мушко становништво старосног доба од 15 година и више са непотпуним средњим образовањем          | 6610     |
| 112 | Женско становништво старосног доба од 15 година и више са непотпуним средњим образовањем         | 5406     |
| 113 | Становништво старо 15 и више година са пуним секундарном образовањем                             | 62468    |
| 114 | Мушко становништво старосног доба од 15 година и више са пуним секундарном образовањем           | 32361    |
| 115 | Женско становништво старосног доба од 15 година и више са пуним секундарном образовањем          | 30107    |
| 116 | Становништво старије од 18 година са постосновним образовањем                                    | 61762    |
| 117 | Мушко становништво старије од 18 година са постосновним образовањем                              | 30256    |
| 118 | Женско становништво старије од 18 година са постосновним образовањем                             | 31506    |
| 119 | Просечна оцена школовања                                                                         | 8.61     |
| 120 | Просечан ниво образовања мушке популације                                                        | 8.77     |
| 121 | Просечан ниво образовања женског становништва                                                    | 8.46     |
| 122 | Економски активно становништво                                                                   | 120150   |
| 123 | Економски активна мушка популација                                                               | 82013    |
| 124 | Економски активна женска популација                                                              | 38137    |
| 125 | Становништво које није економски активно                                                         | 106922   |
| 126 | Мушко становништво које није економски активно                                                   | 27074    |
| 127 | Женско становништво које није економски активно                                                  | 79848    |
| 128 | Запослено становништво                                                                           | 114183   |
| 129 | Запослено мушко становништво                                                                     | 77269    |
| 130 | Запослено женско становништво                                                                    | 36914    |
| 131 | Незапослена популација                                                                           | 5967     |
| 132 | Незапослена мушка популација                                                                     | 4744     |
| 133 | Незапослена женска популација                                                                    | 1223     |
| 134 | Становништво без права на здравствене услуге                                                     | 162184   |
| 135 | Становништво које има право на здравствене услуге                                                | 141616   |
| 136 | Становништво које има право на ИМСС                                                              | 76889    |
| 137 | Становништво које има право на социјално осигурање                                               | 20225    |
| 138 | Становништво које има право на државно социјално осигурање                                       | 3216     |
| 139 | Становништво које има право на опште осигурање или здравствено осигурање за нову генерацију      | 28868    |
| 140 | Становништво које је било једном или није било у браку током 12 година и више                    | 78141    |
| 141 | Венчано или уједињено становништво од 12 година и више                                           | 130346   |
| 142 | Становништво које је било у браку или уједињено 12 година и више                                 | 20383    |
| 143 | Становништво са католичком религијом                                                             | 252712   |
| 144 | Протестанти, еванђелисти и библијски следбеници различити од еванђелиста                         | 25939    |
| 145 | Становништво са другим религијама различитим од претходних                                       | 1304     |
| 146 | Становништво без религије                                                                        | 11020    |
| 147 | Укупно пописаних домаћинства                                                                     | 73832    |
| 148 | Пописна домаћинства на челу са мушкарцима                                                        | 57584    |
| 149 | Пописна домаћинства на челу са женама                                                            | 16248    |
| 150 | Становништво у пописним домаћинствима                                                            | 302566   |
| 151 | Становништво у пописним домаћинствима на челу са мушкарцима                                      | 243591   |
| 152 | Становништво у пописним домаћинствима на челу са женама                                          | 58975    |
| 153 | Укупно домаћинстава                                                                              | 99555    |
| 154 | Укупно насељених домаћинстава                                                                    | 74775    |
| 155 | Укупно приватних кућа                                                                            | 98612    |
| 156 | Насељени приватни домови                                                                         | 73832    |
| 157 | Укупно насељених приватних кућа                                                                  | 74761    |
| 158 | Ненасељене приватне куће                                                                         | 20297    |
| 159 | Појединачна домаћинства за привремену употребу                                                   | 4483     |
| 160 | Становници у насељеним приватним кућама                                                          | 302566   |
| 161 | Насељеност станара у приватним становима                                                         | 4.1      |
| 162 | Просечно становника по соби у приватним насељеним домаћинствима                                  | 1.24     |
| 163 | Појединачна домаћинства са подовима од различитих материјала од земље                            | 68401    |
| 164 | Појединачна домаћинства у приземљу                                                               | 5200     |
| 165 | Појединачна домаћинства са једном спаваћом собом                                                 | 31060    |
| 166 | Појединачна домаћинства са две спаваће собе и више                                               | 42572    |
| 167 | Појединачна домаћинства са једним собом                                                          | 8326     |
| 168 | Појединачна домаћинства са две собе                                                              | 16209    |
| 169 | Појединачна домаћинства са 3 собе и више                                                         | 48984    |
| 170 | Појединачна домаћинства која имају електрично светло                                             | 73079    |
| 171 | Појединачна домаћинства која немају електрично светло                                            | 538      |
| 172 | Појединачна домаћинства која имају водоводну воду у стамбеном простору                           | 66119    |
| 173 | Појединачна домаћинства која немају водоводну воду у стамбеном простору                          | 7476     |
| 174 | Појединачна домаћинства која имају тоалет                                                        | 72759    |
| 175 | Појединачна домаћинства која имају канализацију                                                  | 71458    |
| 176 | Појединачна домаћинства која немају канализацију                                                 | 2096     |
| 177 | Појединачна домаћинства која имају електрично светло, довод воде из јавне мреже и канализацију   | 64913    |
| 178 | Појединачна домаћинства без икаквих услова                                                       | 715      |
| 179 | Појединачна домаћинства која имају радио                                                         | 63781    |
| 180 | Појединачна домаћинства која имају телевизор                                                     | 71106    |
| 181 | Појединачна домаћинства која имају фрижидер                                                      | 55807    |
| 182 | Појединачна домаћинства која имају машину за веш                                                 | 46888    |
| 183 | Појединачна домаћинства која имају аутомобил или комби                                           | 23292    |
| 184 | Појединачна домаћинства која имају рачунар                                                       | 17117    |
| 185 | Појединачна домаћинства која имају фиксну телефонску линију                                      | 32853    |
| 186 | Појединачна домаћинства која имају мобилни телефон                                               | 48322    |
| 187 | Појединачна домаћинства која имају приступ интернету                                             | 10830    |